# Resolució 1258 del Consell de Seguretat de les Nacions Unides
La Resolució 1258 del Consell de Seguretat de les Nacions Unides fou adoptada per unanimitat el 6 d'agost de 1999. Després de reafirmar la Resolució 1234 (1999) sobre la situació a la República Democràtica del Congo, el Consell va autoritzar el desplegament del personal d'enllaç militar a les capitals dels signants de l'Acord d'alto del foc de Lusaka.

## Resolució

### Observacions
El Consell de Seguretat era decidit a resoldre la greu situació humanitària a la República Democràtica del Congo per assegurar que totes les persones refugiades i desplaçades podrien tornar a casa amb seguretat. La situació actual va requerir una resposta urgent de les parts del conflicte amb el suport de la comunitat internacional.

### Actes
La resolució va donar la benvinguda a la signatura de l'acord a Lusaka com a base per a la resolució del conflicte a la República Democràtica del Congo. També va acollir amb beneplàcit un acord de l'alto el foc per part del Moviment per a l'Alliberament del Congo, però estava preocupat perquè el Reagrupament Congolès per la Democràcia encara no havia signat l'acord. A més, malgrat la seva signatura, encara hi havia lluita. L'Organització de la Unitat Africana (OUA) i la Comunitat de Desenvolupament de l'Àfrica Austral (SADC) van ser elogiades pels seus esforços. Totes les parts i grups rebels, en particular, van ser convocades a detenir la lluita i implementar l'Acord d'alto el foc.
El Consell de Seguretat va autoritzar el desplegament de 90 oficials d'enllaç militar de les Nacions Unides a les capitals dels països que van signar l'Acord d'alto el foc, la seu posterior dels principals bel·ligerants del conflicte i la seu provisional de la Comissió Militar Mixta (JMC) que era establerta com a part dels esforços per implementar l'acord.
Es va decidir que els oficials d'enllaç tindrien el següent mandat per als pròxims tres mesos:
(a) establir contactes amb el JMC i signataris de l'acord d'alto el foc;
(b) desenvolupar modalitats per implementar l'Acord d'alto el foc;
(c) proporcionar assistència tècnica al JMC;
(d) proporcionar informació al secretari general Kofi Annan sobre la situació sobre el terreny i sobre una futura presència de les Nacions Unides al país;
(e) procurar garanties de seguretat i cooperació de les parts congoleses.
El secretari general havia designat un representant especial per dirigir l'operació. Es va instar a totes les parts a garantir la seguretat i llibertat de moviment al personal de les Nacions Unides i al personal humanitari i es va demanar al Secretari General que mantingués informat regularment al Consell sobre els esdeveniments a la regió.